# 花戦争
花戦争（はなせんそう）とは、以下を指す語。
1. 15世紀から16世紀の中米で行われた儀式戦争（本項で記述）
2. 1930年代のドイツ国（ナチス・ドイツ）による無血での領土拡張の総称（ドイツ語: Blumenkriege）[1][注釈 1]。
  1. 1936年3月、ラインラント進駐
  2. 1938年4月、オーストリア併合
  3. 1938年10月、ズデーテン及びボヘミア、モラビア併合
  4. 1939年3月、メ―メル地方併合（英語版）

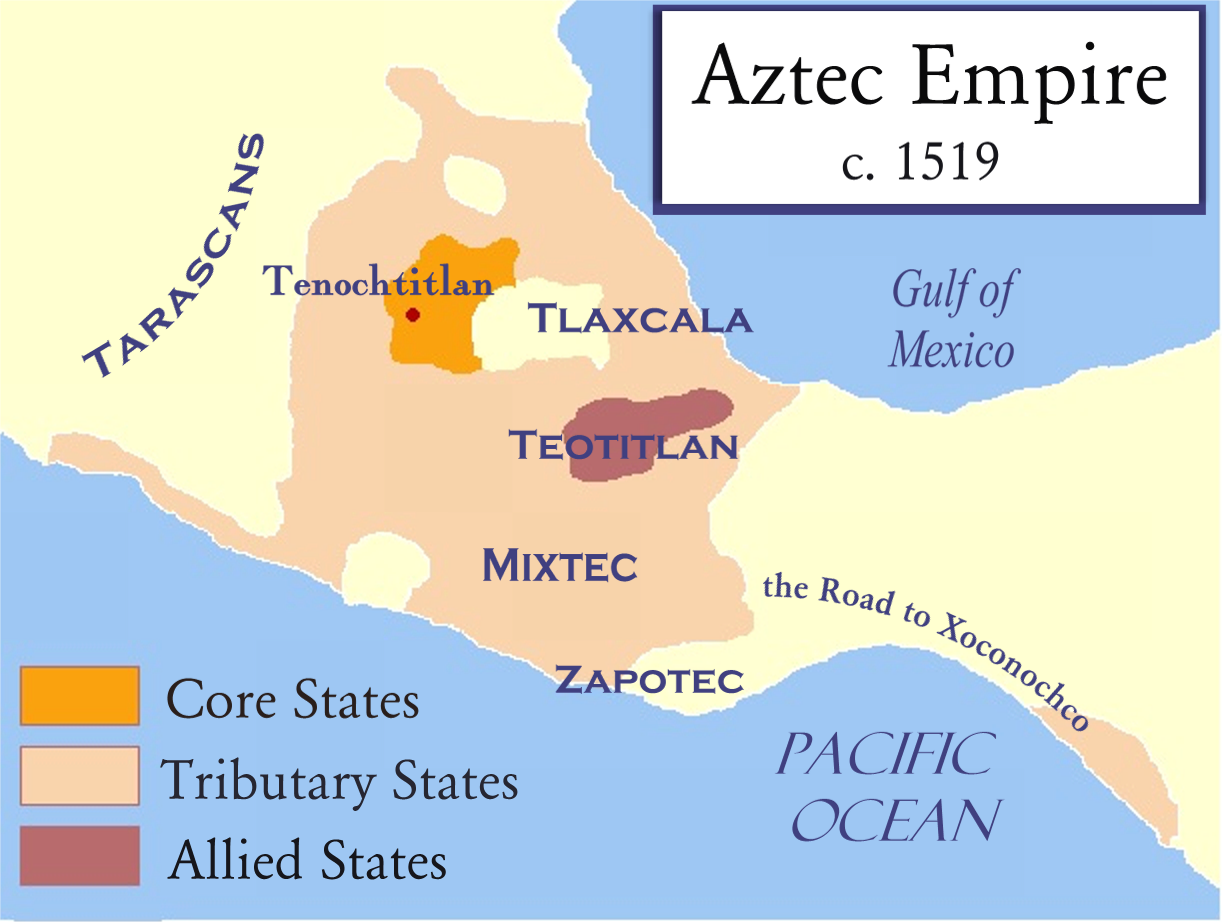
1519年のアステカ周辺の地図

花戦争（ナワ語群: xōchiyāōyōtl、スペイン語: guerra florida）は、アステカ帝国と敵対国が1450年代から1519年にスペインに滅ぼされるまで断続的に行っていた儀式戦争である。メキシコ中部の都市国家群が敵対国になった参加国は一連の手続きに従って戦争を行った。
スペイン人が侵入した際、トラスカラ王国はアステカ帝国を倒すためにスペインに味方した。

## 起源
1450年から1454年にかけて、アステカを不作と深刻な旱魃が襲い、中央メキシコ高地で多くの餓死者が出た。これに対して神官が「神の怒りを鎮める為に多くの男性を定期的に生贄に捧げなければならない」と述べた。これを受けてアステカと4つの都市国家が、神への生贄を得るための戦争を行うことに同意した。

## 慣習
花戦争は通常の戦争といくつかの点で異なっている。例えば、花戦争は事前に決めた場所と時間に行われる。これらの戦場は聖地となり「cuauhtlalli」や「yaotlalli」と呼ばれる。大量の紙やお香を燃やすことが戦闘開始の合図になる。アステカは通常の戦争ではアトラトル（小型投槍器）や投石のように遠距離武器を用いるが、花戦争ではマクアフティル（黒曜石の刃の付いた棍棒）を用いる。この武器は接近戦用の上に技術が必要なので、敵に己の技量を見せつけるのに向いている。通常の戦争は農閑期の晩秋から初春の間しかできないが、花戦争は少人数制なのでいつでもできた。同人数に揃えて戦うのも特徴である。
花戦争は長く続くことで徐々に深刻なものになっていった。初期には貴族は捕虜になってもよく解放されたが、のちには平民と共に生贄にされるようになり、花戦争のコストは増加した。アステカでは通常の戦死に比べて花戦争の戦死は高貴なもので、「xochimiquiztli」（花の死、至福の死、幸運な死）と呼ばれた。花戦争の戦死者はウィツィロポチトリ（太陽と炎と戦争を司る最高神）が住む天国に送られると考えられた。
- ペルーで出土した0–300年頃の儀式用アトラトル
- 儀式用マクアフティル

## 目的
花戦争の目的には生贄獲得以外にも戦闘訓練があったと考える歴史家もいる。エルナン・コルテスの部下のAndrés de Tapia Motelchiuhがモクテスマ2世に「なぜ強大なアステカ帝国は近隣のTlaxcalaを征服しないのか？」と尋ねたところ、「我らが望めば征服はできるが、Tlaxcalaは生贄獲得と戦闘訓練に都合が良いので残している」と答えた。しかしアステカがTlaxcalaを頻繁に包囲したことを踏まえると、別の理由で征服できなかったのではないかとFrederic HicksやDiego Muñoz Camargo等の歴史家は考えている。
多くの研究者が花戦争は生贄目的であることを疑っているが、Hicksはモクテスマ2世の説明は論理的と述べた。アステカが生贄と戦闘技術の両方を重んじていたからである。貴族にとって実際の戦争に備えて戦闘訓練を行うことは義務だったが、平民にとってもそれは強く推奨されていた。これらの理由から、Hicksはモクテスマ2世が侵略失敗の言い訳に述べたのではないと考えた。
しかし一部の研究者は生贄や戦闘訓練以上の目的、例えばRoss Hassigのように「戦争を続けることで（アステカの）敵国の戦力を削ぐ仕組み」と考える者もいた。両軍から同数の兵士が戦いに参加することは一見平等に見えるが、割合で考えると戦力の少ない国に多くの消耗を強いるものだった。これによってアステカは敵国の戦力を削ぐことに成功した。また、花戦争には少数の兵士しか参加しないので、アステカは残りの大部分の兵士で敵国を威圧できた。
加えて、同数の兵士が戦うことで、アステカの兵士の優秀さを見せる場でもあったとHassigは述べた。もしアステカが数に頼って侵略すれば敵国は防御に徹し、戦いづらくなる可能性があった。しかし同数ならば開けた場所で戦え、個々の戦闘技術を見せつける機会も大いに得られた。Hassigは最後に広報活動が最重要だったとも述べた。定期的に戦闘を行うことで、アステカは敵国に己の強さを見せつけられる。これによって敵国をアステカ側に寝返らせることも狙っていた。